# Cotoneaster sordidus
Cotoneaster sordidus är en rosväxtart som beskrevs av Gerhard Klotz. Cotoneaster sordidus ingår i släktet oxbär, och familjen rosväxter. Inga underarter finns listade i Catalogue of Life.